# Сурендранагар (округ)
Сурендранагар (гудж. સુરેન્દ્રનગર; хинди सुरेन्द्रनगर; англ. Surendranagar) — округ в индийском штате Гуджарат. Административный центр — город Сурендранагар. Площадь округа — 10 489 км². По данным всеиндийской переписи 2001 года население округа составляло 1 515 148 человек. Уровень грамотности взрослого населения составлял 61,61 %, что немного выше среднеиндийского уровня (59,5 %). Доля городского населения составляла 26,56 %.